# رافاييل شيافي
رافاييل شيافي (بالإيطالية: Raffaele Schiavi)‏ هو لاعب كرة قدم إيطالي في مركز الدفاع، ولد في 15 مارس 1986 في كافا دي تيريني في إيطاليا. لعب مع نادي بادوفا ونادي بارما ونادي بريشيا ونادي بيسكارا ونادي ساليرنيتانا ونادي سبيزيا ونادي فروسينوني ونادي كاتانيا ونادي ليتشي.

## وصلات خارجية
- رافاييل شيافي على موقع قاعدة بيانات كرة القدم.إي يو (الإنجليزية)
- رافاييل شيافي على موقع عالم كرة القدم.نت (الإنجليزية)
- رافاييل شيافي على موقع AS.com (الإسبانية)